# Idiodes rinata
Idiodes rinata är en fjärilsart som beskrevs av Achille Guenée 1858. Idiodes rinata ingår i släktet Idiodes och familjen mätare. Inga underarter finns listade i Catalogue of Life.